# نیشی، اوساکا

بخش نیشی (به ژاپنی: 西区 Nishi-ku) یکی از مناطق ۲۴ گانه اوساکا در ژاپن است.